# Alfajarín
Alfajarín est une commune d’Espagne, dans la province de Saragosse, communauté autonome d'Aragon, Comarque de Saragosse.
Le terme Alfajarín vient de l’arabe et signifie « potiers », équivalent d’Alfafar et d’Alfahar en raison de la confusion des phonèmes du -j-h-f et qui sont présents dans d’autres localités de tradition mauresque de l’ancienne couronne d’Aragon. On le traduirait aussi par « les tailleurs de pierre » selon M. J. Viguera. [4]
Avec la même racine que « tailleurs de pierre », il peut être lu Al-Ḥajarayn الحيرين, « les deux rochers », puisque le village se trouve au pied de deux rochers. Dans l’un se trouve le château et dans l’autre, à côté du précédent, se trouve le sanctuaire de la Virgen de la Peña, du XVIe siècle, les deux bâtiments avec des vestiges andalous. L’invocation de la Virgen de la Peña semble provenir de la traduction littérale du nom arabe précédent. 

## Jumelage
Idron (France)